# Universidad Internacional Jefferson
La Universidad Internacional Jefferson, Campus Altozano está ubicada al sureste de la ciudad mexicana de Morelia, Michoacán, en la comunidad de Santa María de Guido. Jefferson, atiende cerca de 1,000 alumnos de Preparatoria y Licenciatura. La Universidad Internacional Jefferrson nace como un concepto de proporcionar a los alumnos morelianos educación de calidad sin salir de Morelia, con la posibilidad de ser aceptado en cualquier Universidad del Mundo y continuar sus estudios en el mismo nivel. Desde el inicio de su formación y mediante un riguroso programa Internacional, se busca que los alumnos estén preparados para enfrentar cualquier tipo de reto que se les presente en el futuro, además de lograr que tengan un buen empleo que los pueda mantener y vivan en un buen nivel socioeconómico, para así crear muchos empleos en Morelia.
En el Campus Morelia las instalaciones son de última generación, Jefferson cuenta con 3 edificios actualmente y siguen en expansión, todos sus salones son aulas inteligentes equipadas con proyectores y pizarrones electrónicos, además, mobiliario steelcase y cada salón cuenta con un centro de cómputo con bocinas de sonido, así, se asegura el mejor desempeño de los maestros y estudiantes. Cuenta con Biblioteca, laboratorios de biología, química y cómputo todos equipados, instalaciones deportivas con cancha de soccer, basquetbol, voleibol, sala de jazz, gimnasio equipado. Adicionalmente cuenta con un Open Lab para materias de emprendimiento y Sala de Juicios Orales para la Licenciatura en Abogacía Internacional, Aula de Medios con cabina de audio, para las Licenciaturas en Medios Audiovisuales y Cámara de Gesel para la Licenciatura en Psicología.
Es una de las Instituciones educativas de nivel medio superior y superior mejor en su plan de estudios y en el ambiente estudiantil.
El Bachillerato Internacional Jefferson ofrece una educación basada en los programas del IBO, los cuales tienen prestigio a nivel mundial, siendo la única institución en el Estado acreditada. Más información en: www.ibo.org

## Lema
"Ciudadanos emprendedores de primer mundo"

## Oferta académica
- Bachillerato Nacional
- Bachillerato Internacional, con reconocimiento y validez por el IBO

### Profesional
- Licenciatura en Abogacía.
- Licenciatura en Administración de Empresas.
- Licenciatura en Comercio Internacional.
- Licenciatura en Contaduría y Finanzas.
- Licenciatura en Lenguas Extranjeras.
- Licenciatura en Psicología.
- Licenciatura en Arquitectura Digital.
- Licenciatura en Producción Audiovisual.

### Centro Certificador Autorizado
- Microsoft
- Cambridge